# Pelecanimimus
Pelecanimimus ("Pelikanhärmare") var en fågelliknande dinosaurie som levde i nuvarande Spanien, Europa. Man tror att den levde i början av krita för cirka 130-125 milj. år sedan. Den var en primitiv representant för de strutsliknande ornithomimosaurierna.
Pelecanimimus beskrevs 1994 baserat på ett fossil omfattande skalle, nackkotor, revben och framben samt ett skelett, med skinnavtryck och lite fossiliserad mjuk vävnad. Dessa fynd visar att Pelecanimimus hade en sorts påsliknande strupe, som påminner om en nutida pelikan, som inspirerade till dinosauriens namn.

## Beskrivning

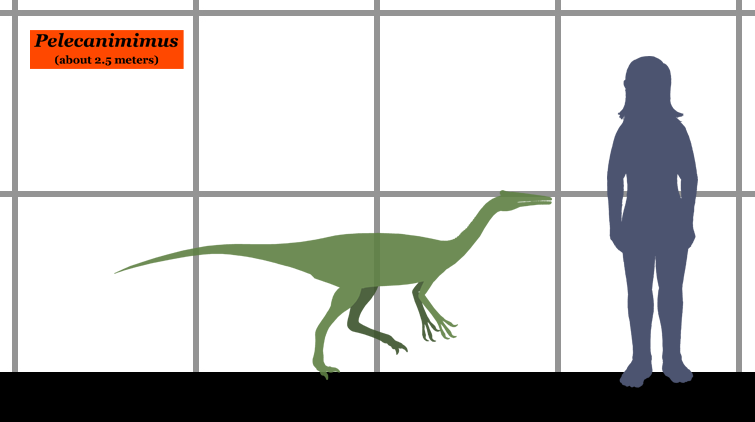
Pelecanimimus storlek i jämförelse med en människa.

Pelecanimimus var omkring 2-2,5 meter lång, och var en ganska typisk ornithomimosaurie med litet huvud, stora ögon, lång hals och spinkiga framben med kloförsedda händer. Pelecanimimus skiljer sig från andra ornithomimosaurier genom att den har omkring 200-220 mycket små tänder och en liten kam av keratin på huvudet. Man har inte hittat något av bakbenen, men i likhet med andra ornithomimosaurier var de dessa var troligen starka med lång mellanfot. Pelecanimimus vida strupe har fått vissa forskare att spekulera i att den kanske haft en livsstil och födointag som moderna våtmarksfåglar såsom storkar eller tranor. Att den har tänder kanske tyder på att den kan ha haft annorlunda matvanor än sina släktingar.